# Danh sách làng mạc Iceland
Danh sách này bao gồm thành phố và thị trấn ở Iceland.

## Trên 100.000 người
- Reykjavík

## Từ 10.000 đến 100.000 người
- Akureyri
- Hafnarfjörður
- Keflavík
- Kópavogur

## Từ 1000 người đến 10.000 người
- Akranes
- Álftanes
- Borgarnes
- Dalvík
- Egilsstaðir
- Garðabær
- Grindavík
- Hellissandur (hiện tại ít hơn 500 người!)
- Höfn
- Húsavík
- Hveragerði
- Ísafjörður
- Mosfellsbær
- Neskaupstaður
- Njarðvík
- Ólafsvík (hiện ít hơn 100 người!)
- Sandgerði
- Sauðárkrókur
- Selfoss
- Seltjarnarnes
- Siglufjörður
- Stykkishólmur
- Vestmannaeyjar
- Þorlákshöfn
- Vogar

## Dưới 1.000 người
- Bíldudalur
- Blönduós
- Bolungarvík
- Breiðdalsvík
- Búðardalur
- Djúpivogur
- Djúpavík
- Drangsnes
- Eskifjörður
- Eyrarbakki
- Fáskrúðsfjörður
- Fluðir
- Garður
- Grundarfjörður
- Hella
- Hólar
- Hólmavík
- Hvammstangi
- Hvanneyri
- Hvolsvöllur
- Kirkjubæjarklaustur
- Mjóifjörður
- Ólafsfjörður
- Patreksfjörður
- Reyðarfjörður (giờ hơn 2.300 người!)
- Reykholt (Borgarfjörður)
- Seyðisfjörður
- Skálholt
- Skógar
- Stokkseyri
- Stöðvarfjörður
- Vík í Mýrdal
- Vopnafjörður